# Antonio Carminati
Antonio Carminati, né le 2 juin 1859 à Brembate, et mort le 11 mai 1908 à Milan, est un sculpteur italien.

## Biographie
Antonio Carminati est un élève d'Enrico Butti à Milan, Odoardo Tabacchi à Turin et Giulio Monteverde à Rome. Il a produit un grand nombre d'œuvres, allant de statues, à la coupole de la cathédrale de Milan, à un monument à Verdi.